# Las aventuras de Buratino
Las aventuras de Buratino (en ruso: Приключения Буратино, romanizado: Priklyucheniya Buratino) es una película soviética musical de culto en dos partes, se trata de una adaptación del cuento de Alekséi Tolstói «La llave de oro o las aventuras de Buratino», que a su vez es una versión libre de «Las aventuras de Pinocho» de Carlo Collodi. Belarusfilm fue la encargada de producir la película y se estrenó en 1976.

## Sinopsis
La trama de la película sigue a Buratino (títere en italiano), un niño hecho de madera, que se encuentra con los niños del teatro del titiritero Karabas Barabas y se propone liberarlos. Para ello, necesita desentrañar el misterio de una llave de oro que le dio Tortilla la Tortuga. Personajes como Arlequín y Pierrot, que actúan en el teatro infantil, forman parte de la comedia del arte.

## Elenco
- Dima Iosifov como Buratino, el protagonista principal
- Nikolái Grinko como Papa Carlo, el creador de Buratino
- Yuriy Katin-Yartsev como Dzhuzeppe-Sizy Nos
- Vladímir Etush como Karabas Barabas
- Rolán Bikov como Basilio el Gato
- Elena Sanayeva como Alice la Zorra
- Rina Zelionaya como Tortilla la Tortuga
- Tatiana Protsenko como la bella Malvina
- Vladímir Básov como Duremar
- Baadur Tsuladze como propietario de una casa de comidas
- Roman Stolkarts como Pierrot
- Thomas Augustinas como Artemon
- Grigori Svetlorusov como Arlequín

## Producción
Dirigida por Leonid Nechayev, la película es una adaptación del cuento infantil «La llave de oro o las aventuras de Buratino» del escritor soviético Alexéi Tolstái, a su vez una adaptación del cuento italiano de 1883 «Las aventuras de Pinocho» de Carlo Collodi. Inna Vetkina escribió el guion de la película, así como de varias otras películas dirigidas por Nechayev.
Alexéi Ríbnikov fue el encargado de componer la música de la película  y los letristas incluyeron a Bulat Okudzhava y Yuri Entin. El director Nechayev mostró desde temprano un gran interés en trabajar con Yuli Kim (que entonces escribía bajo el apellido Mijaílov) como compositor. En ese momento, a Yuli Kim le prohibieron aparecer en la televisión, por lo que recurrieron a Okudzhava. Este último escribió la música y las letras, aunque en la película solo se utilizó la música de Ribnikov. Las canciones que Okudzhava escribió eran serias y filosóficas, por lo que el director decidió incorporar las letras de Yuri Entin y omitió algunas de Okudzhava.
Casi todos los niños que actuaron en la película eran de Minsk, donde tuvo lugar el rodaje de la película. Dima Iosifov interpretó a Buratino. Los adultos del reparto eran actores muy famosos del resto de la Unión Soviética, entre los que se incluían actores tan conocidos como Nikolái Grinko que interpretó al Papa Carlo, Vladímir Etush que dio vida a Karabas Barabas, Rina Zelyonaya como Tortilla la Tortuga, Rolán Bikov como Basilio el Gato y Vladímir Básov como Duremar.
Siguieron varias películas infantiles musicales, de los creadores de Las aventuras de Buratino, incluida Acerca de Caperucita Roja (Про Красную Шапочку) en 1977. Esta adaptación cinematográfica de 1976 es considerada una película de culto en la mayoría de estados postsoviéticos.